# Inquisición (obra de teatro)
Inquisición (Inquisizione, 1946) es una obra de teatro en tres actos del dramaturgo italiano Diego Fabbri, estrenada en el Teatro Nuevo de Milán el 29 de enero de 1950.

## Argumento
Ambientada en un inaccesible santuario de montaña, regido por un estricto abad, la obra se centra en el viaje espiritual de tres personajes bajo la guía del mencionado abad, así como las relaciones que surgen entre ellos. Sergio, un joven sacerdote que atraviesa una crisis de fe. Ángela, mujer seductora pero en permanente crisis y finalmente su marido Renato, que vive su propio infierno en un matrimonio infeliz, culpando a su esposa de impulsarle a abandonar el seminario.

## Representaciones destacadas
- Teatro Eslava, Madrid, 1961. Estreno en España.
  - Dirección: Alberto González Vergel.
  - Decorados: Emilio Burgos.
  - Adaptación: Giuliana Aroli.
  - Intérpretes: José Luis Pellicena, Andrés Mejuto, Rosenda Monteros, Pepe Martín.

- Televisión, en el espacio Teatro de siempre de TVE. 2 de enero de 1969.
  - Intérpretes: Javier Loyola (el Abad), José María Caffarel, Arturo López, Asunción Sancho.

- Televisión, en el espacio Estudio 1 de TVE. 11 de abril de 1982.[1]
  - Dirección: Alberto González Vergel.
  - Intérpretes: Javier Loyola (el Abad), Joaquín Hinojosa, Marisa Paredes, Paco Valladares.

- Teatro Carcano, Milán, 1997.
  - Dirección: Nanni Fabbri.
  - Intérpretes: Mario Scaccia, Angiola Baggi, Sebastiano Tringali, Giancarlo Ratti.